# بين داروين
بين داروين (بالإنجليزية: Ben Darwin)‏ هو لاعب اتحاد الرغبي أسترالي، ولد في 17 أكتوبر 1974 في كرو (تشيشير) في المملكة المتحدة.

## وصلات خارجية
- بين داروين عل موقع إسبنسكروم (الإنجليزية)
- بين داروين على موقع ItsRugby.co.uk (الإنجليزية)